# Lesznowola (powiat piaseczyński)
Lesznowola – wieś sołecka w Polsce położona w województwie mazowieckim, w powiecie piaseczyńskim, w gminie Lesznowola.
Miejscowość jest siedzibą gminy Lesznowola. W skład sołectwa Lesznowola wchodzi także Kolonia Lesznowola
W roku 2021 w Lesznowoli mieszkało 2961 osób, z czego 50,5% mieszkańców stanowiły kobiety, a 49,5% mężczyźni. Odległość do najbliższego miasta - Piaseczna, wynosi 5,5 kilometra.
Wieś królewska  Leśna Wola położona była w 1580 roku w powiecie warszawskim ziemi warszawskiej województwa mazowieckiego. W latach 1954–1972 wieś należała i była siedzibą władz gromady Lesznowola. W latach 1975–1998 miejscowość należała administracyjnie do województwa warszawskiego.

## Zabytki
- skromny dwór z drugiej połowy XVIII w., przebudowany w połowie XX w. Obiekt parterowy, kryty dachem dwuspadowym, od frontu piętrowy szczyt, również kryty dachem dwuspadowym z falowanego eternitu. W otoczeniu pozostałości parku.
- Kapliczka przydrożna z 1776 r. fundacji H. Jakubowskich, z rzeźbą kamienną św. Jana Nepomucena, obecnie usytuowana przy kaplicy rzymskokatolickiej (ul. Szkolna).

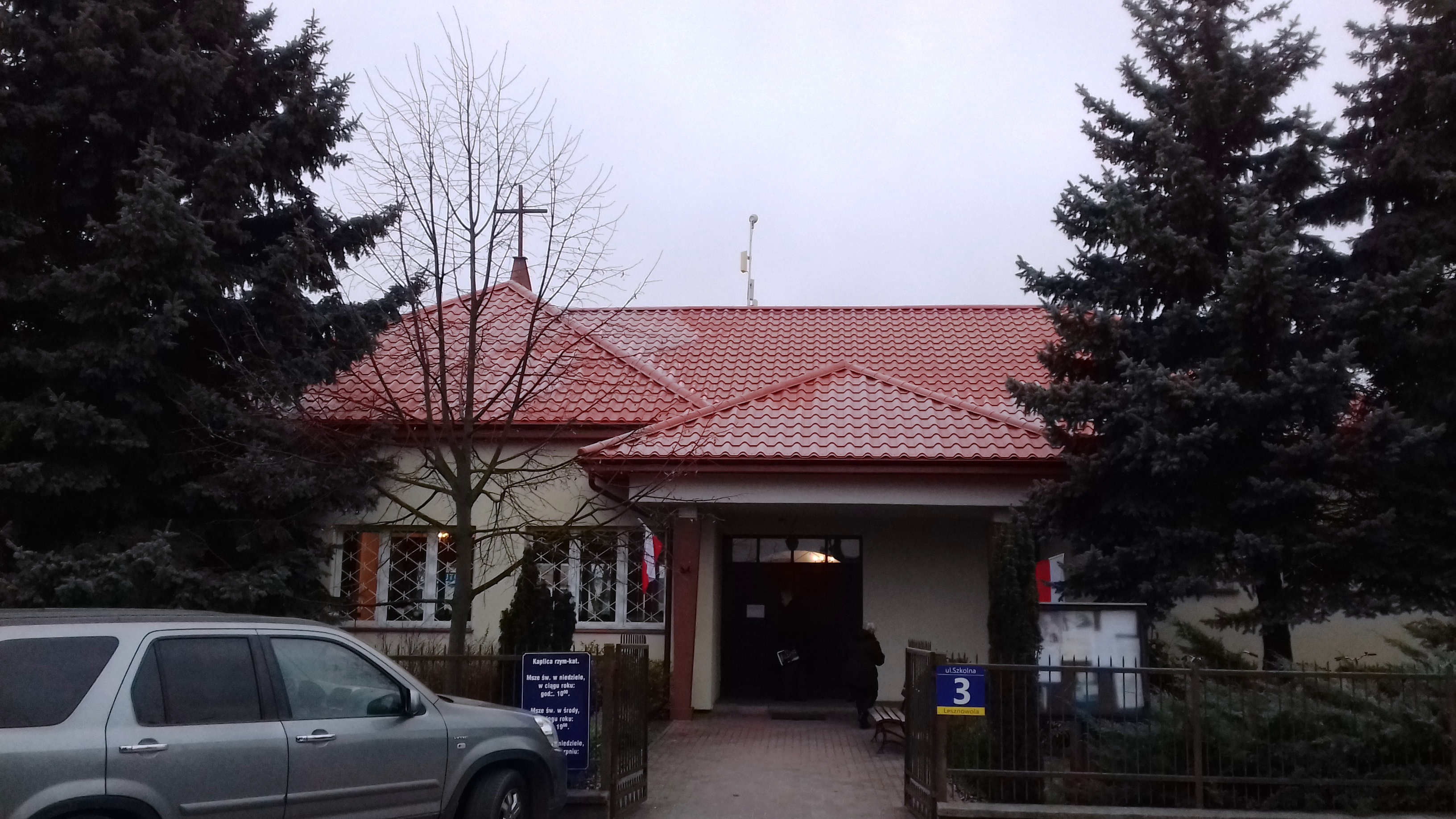
kaplica

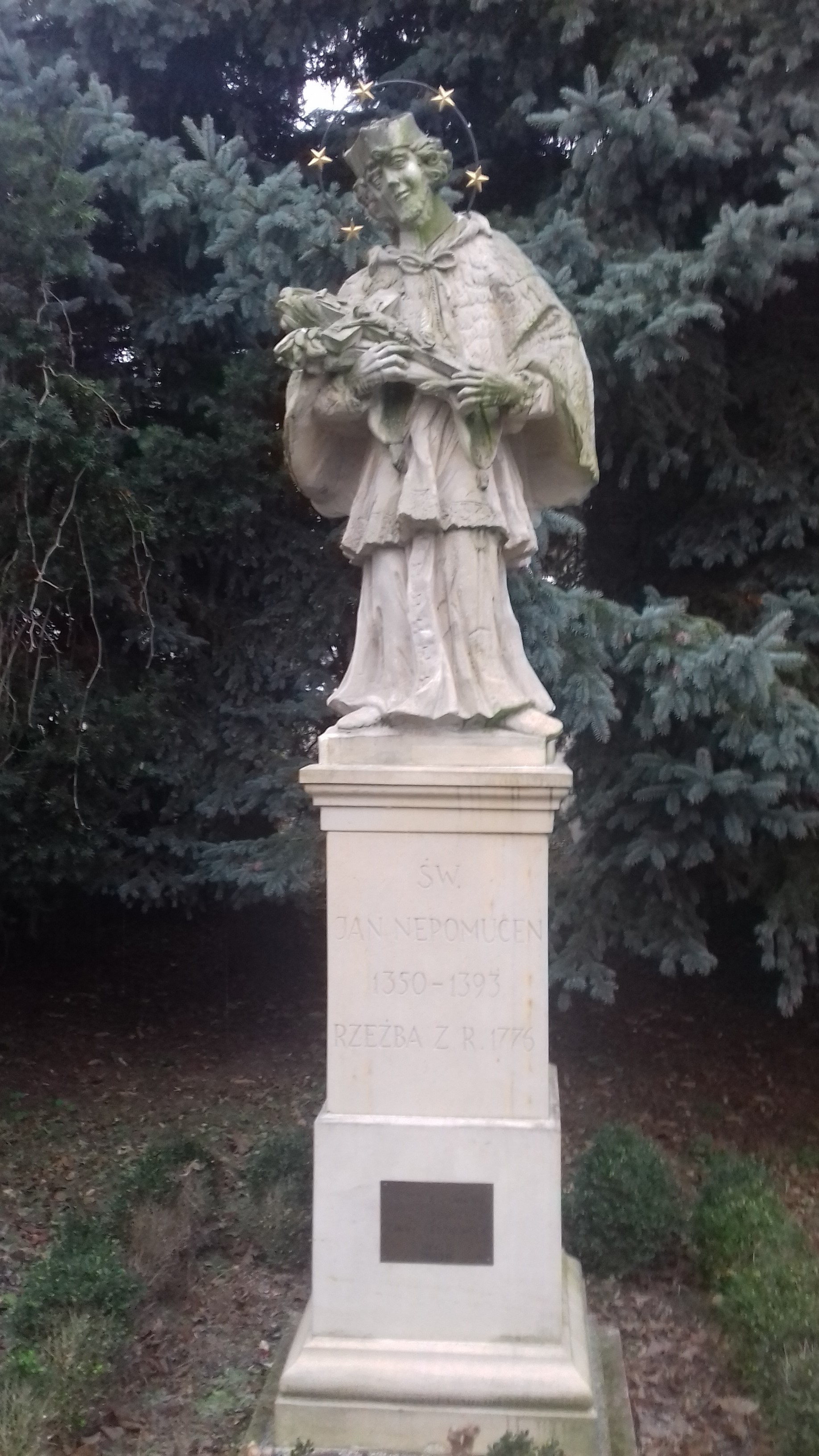
figura Św. Jana Nepomucena

## Przemysł
W Lesznowoli ma siedzibę przedsiębiorstwo kosmetyczne Eveline Cosmetics